# 148
148 је била преступна година.

## Догађаји
- Цар Антонин Пије је домаћин серије великих игара, како би прославио 900. годишњицу Рима.
- Евазије (византијски епископ) је наследио Атенодора, на трону епископа Цариграда.

## Смрти
- Атенодор (византијски епископ)